# Poslední bitva (film)
Poslední bitva (v originále Le Dernier Combat) je francouzský hraný film z roku 1983, který režíroval Luc Besson. Snímek měl světovou premiéru na Mezinárodním festivalu fantastických filmů v Avoriazu.

## Děj
Po jaderné apokalypse zůstalo několik přeživších, většinou muži, přičemž ženy prakticky zmizely. Zdá se, že mají jen jednu posedlost: zabít se navzájem nebo zotročit svého souseda. Muži ztratili schopnost mluvit.
Mezi nimi se muž snaží přežít ve zdevastovaném městě. Uchýlí se ke starému lékaři, který v pokoji svého domu drží mladou ženu. Brzy se k nim začne dobývat muž s nepřátelskými úmysly.

## Obsazení
| Pierre Jolivet       | muž                   |
| Jean Bouise          | doktor                |
| Fritz Wepper         | kapitán               |
| Jean Reno            | surovec               |
| Christiane Krüger    | kapitánova přítelkyně |
| Maurice Lamy         | zakrslík              |
| Pierre Carrive       | kapitánův muž         |
| Jean-Michel Castanié | kapitánův muž         |
| Michel Doset         | kapitánův muž         |
| Bernard Havet        | kapitánův muž         |
| Marcel Berthomier    | kapitánův muž         |
| Petra Müller         | žena v cele           |
| Mylène Farmer        | žena v cele           |

## Ocenění
- Mezinárodní festival fantastických filmů Avoriaz: Zvláštní cena poroty a cena diváků
- Mezinárodní festival fantastických filmů v Bruselu: Zvláštní cena kritiků
- Mezinárodní filmový festival Katalánska: nejlepší film
- Filmový festival v Taormině: Stříbrná Charybda
- Fantasporto: nejlepší film
- Mezinárodní filmový festival v Chicagu: nominace na nejlepší film
- Filmový festival v Taormině: nominace na cenu Zlatá Charybda
- César: nominace na nejlepší filmový debut (Luc Besson)